# Adrien Dansette
 (novembre 2019).
Si vous disposez d'ouvrages ou d'articles de référence ou si vous connaissez des sites web de qualité traitant du thème abordé ici, merci de compléter l'article en donnant les références utiles à sa vérifiabilité et en les liant à la section « Notes et références ».
Pour les articles homonymes, voir Dansette.
Œuvres principales
- Deuxième République et Second Empire

Adrien Dansette, né le 16 avril 1901 à Armentières et mort le 1er juin 1976 à Paris 16e, est un historien et juriste français.

## Biographie
Fils de l'homme politique et député Jules Dansette (1857-1917), il est l'auteur de nombreux travaux historiques autour des XIXe et XXe siècles, signant notamment l'avant-propos des Vues politiques de Napoléon paru en 1939 aux éditions Fayard.
Il participe à la campagne de France, en tant que lieutenant au 23e B.C.C. 
Il est élu membre de l'Académie des sciences morales et politiques en 1962.

## Décorations
- Officier de la Légion d'honneur en 1958, Chevalier en 1950[2].
- Croix des services militaires volontaires.

## Publications
- L'Éducation populaire en Angleterre, Étude d'économie sociale. La Formation civique. L'éducation ouvrière. La Propagande marxiste (1926)
- Les Affaires de Panama (1934)
- L'Affaire Wilson et la Chute du président Grévy (1936)
- Les Amours de Napoléon III (1938)
- Du Boulangisme à la révolution dreyfusienne. I. Le Boulangisme, 1886-1890 (1939)

- Prix Ferrières 1939 de l’Académie française
- Deuxième République et Second Empire (livre) (1942)

- Prix d’Académie 1943 de l’Académie française
- Explication de la IIe République, Paris, éditions Sequana, collections Hier et Demain, (1942)
- Les Origines de la Commune de 1871 (1944)

- Prix Thérouanne 1945 de l’Académie française
- Histoire de la libération de Paris (1946). Réédition : Perrin, Paris, 1994.
- Histoire religieuse de la France contemporaine (2 volumes, 1948-1951)

- Prix Jean-Reynaud 1949 de l’Académie française
- Leclerc (1948)
- Histoire des Présidents de la République de Louis-Napoléon Bonaparte à Vincent Auriol (Amiot-Dumont, 1956, rééd. Plon, Paris, 1981.
- Destin du catholicisme français, 1926-1956 (1957)
- Histoire du Second Empire (1961)
- L'Attentat d'Orsini (1964)
- Mai 1968 (1971). Réédition : J'ai lu, Paris, 1994.
- Naissance de la France moderne (1976)